# Internationale Gesellschaft der Bildenden Künste
Die Internationale Gesellschaft der Bildenden Künste (IGBK) ist das deutsche Nationalkomitee der International Association of Art (IAA). In ihr sind die drei wichtigsten deutschen, überregional tätigen Künstlerorganisationen gleichberechtigt zusammengeschlossen: der Bundesverband Bildender Künstlerinnen und Künstler (BBK), der Deutsche Künstlerbund sowie der Verband der Gemeinschaften der Künstlerinnen und Kunstfördernden (GEDOK). Damit repräsentiert der Verein mehr als 14.000 bildende Künstlerinnen und Künstler.

## Geschichte
Die Geschichte beginnt im Jahr 1957. Die Künstler Georg Meistermann und Hann Trier, beide Teilnehmer der ersten documenta von 1955, trafen sich in Köln mit Kollegen wie dem surrealistischen Maler Edgar Ende und dem Maler und Grafiker Max Unold. Nach den Berufs- und Ausstellungsverboten während der Naziherrschaft sollte Künstlern aus Deutschland mit der Einbindung in das weltweite Informations- und Austauschnetz der International Association of Art wieder internationaler Anschluss verschafft werden. Die IAA, eine nichtstaatliche Organisation professioneller bildender Künstler, war 1954 in Paris gegründet worden.
Die Kölner Runde, der sich kurze Zeit später auch HAP Grieshaber und der Bildhauer Karl Hartung anschlossen, gründete im Mai 1957 die IGBK. Noch in ihrem Gründungsjahr wurde sie, unterstützt von der Deutschen UNESCO-Kommission, als Sektion der Bundesrepublik Deutschland in die IAA aufgenommen.
In der gesellschaftlichen Aufbruchstimmung Anfang der 70er Jahre entdeckten verstärkt auch bildende Künstlerinnen und Künstler die Vorteile der „Einigkeit von Einzelgängern“. Den Trend zur Organisation und Lobbybildung nutzte der IGBK-Vorsitzende Georg Meistermann, um den Verein neu zu strukturieren. Mit der Neufassung ihrer Satzung 1972 verzichtete die IGBK auf die Einzelmitgliedschaft von Künstlerinnen und Künstlern, um sich als schlagkräftiger Dachverband zu reformieren.
Im Jahr 2017 feierte die IGBK in Berlin ihr 60-jähriges Bestehen. IGBK-Vorsitzende sind derzeit Christine Düwel (GEDOK) (Sprecherin des Vorstands), Marcel Noack (BBK) und María Linares (Deutscher Künstlerbund).

## Tätigkeitsbereiche
Die IGBK veranstaltet Symposien und Workshops zu künstlerisch relevanten Themen. Die Kunstausbildung, die Vermittlung, das Selbstverständnis, die Bedingungen und Perspektiven zeitgenössischer künstlerischer Arbeit: Diese und andere aktuelle Fragen werden diskutiert mit dem Ziel, den Blick für zukunftweisende Ideen zu schärfen - stets in einem internationalen Kontext. Denn der Vergleich mit Modellen und Praxisbeispielen aus anderen Ländern ermöglicht eine kritische Überprüfung bundesdeutscher Positionen.
Die IGBK unterstützt bildende Künstlerinnen und Künstler in der grenzüberschreitenden Tätigkeit. Das gemeinsam mit dem Internationalen Theaterinstitut (ITI) Deutschland und dem "Dachverband Tanz Deutschland" betriebene Informationsportal www.touring-artists.info bietet Künstlern und Kreativen, die internationale Projekte realisieren, umfassende Informationen zu den Themen Visa/Aufenthalt, Zoll, Steuern, Sozialversicherung, andere Versicherungen und Urheberrecht. Eine Datenbank informiert darüber, wo Künstler und Kreative Förderung für den internationalen Austausch finden können. Professionelle bildende Künstlerinnen und Künstler (mit Wohnsitz in Deutschland) erhalten bei der IGBK den internationalen Künstlerausweis. Dieser ermöglicht in vielen Museen und Ausstellungsinstitutionen weltweit einen reduzierten oder unentgeltlichen Eintritt.
Daneben ist die Kultur- und Lobbyarbeit auf europäischer Ebene seit Mitte der 90er Jahre ein Schwerpunkt in der Arbeit der IGBK. Die Rahmenbedingungen für Kunst und Kultur werden zunehmend in Brüssel gesetzt, ob es nun um Künstlerförderung, Status-, Steuer- oder Urheberrechtsfragen geht. Die wichtigste Künstlerorganisationen auf europäischer Ebene, in welcher die IGBK aktiv mitarbeitet, ist die International Association of Art (IAA) Europe. Darüber hinaus engagiert sich die IGBK in Brüssel in den Organisationen Culture Action Europe (CAE) und On the Move (OTM). Auf nationaler Ebene ist die IGBK unter anderem Mitglied im Deutschen Kunstrat des Deutschen Kulturrats.